# .online
.online ist eine Top-Level-Domain, die im Zuge der neuen Top-Level-Domains eingeführt wurde.
Er ist bestimmt für Online-Dienste und -Produkte, Geschäfte, Blogs und andere Online-Aktivitäten. Es wird „dot-online“ ausgesprochen. Seit 2015 steht diese Domainendung für die Registrierung von Domainnamen zur Verfügung. Genau wie .berlin, .shop und .app gehört sie zur neueren Generation von Top-Level-Domains.